# Carlo Porro (naturalista)
Carlo Porro (Como, 12 marzo 1813 – Milano, 25 marzo 1848) è stato un naturalista italiano.

## Biografia
Diplomatosi al liceo milanese di Sant'Alessandro, si laurea in giurisprudenza all'Università degli Studi di Pavia nel 1836.
Dopo la laurea decide si soggiornare a Parigi, per seguire i suoi interessi per le scienze naturali, dove segue le lezioni di alcuni eminenti zoologi.
Il suo interesse per le scienze naturali lo porta di diventare amico di Giorgio Jan e di Giuseppe De Cristoforis.
Membro dei Georgofili è corrispondente dell'Accademia delle Scienze di Torino e di quella di Verona.
Divenuto esperto di malacologia, alla morte di De Cristoforis convince il podestà di Milano Gabrio Casati ad accettare la sua collezione in eredità, la cui organizzazione, a cura di Giorgio Jan porterà all'apertura del Museo civico di storia naturale di Milano.
A partire dal 1838 partecipa regolarmente agli annuali congressi di scienziati giungendo ad organizzare quello del 1844 tenutosi a Milano.
Preso come ostaggio dagli austriaci all'inizio delle cinque giornate di Milano, viene colpito a morte, in circostanze poco chiare, durante la ritirata delle truppe al comando di Radetzky.